# Drapetis infumata
Drapetis infumata är en tvåvingeart som beskrevs av Axel Leonard Melander 1918. Drapetis infumata ingår i släktet Drapetis och familjen puckeldansflugor.
Artens utbredningsområde är Idaho. Inga underarter finns listade i Catalogue of Life.